# Michaela Gordon
Michaela Gordon (* 26. Juli 1999) ist eine US-amerikanische Tennisspielerin.

## Karriere
Michaela Gordon spielt vorrangig bei ITF-Turnieren auf dem ITF Women’s Circuit. 
Sie erreichte 2014 das Achtelfinale des mit 25.000 US$ dotierten ITF-Turniers in Rancho Santa Fee. Im selben Jahr gab sie auch ihr Debüt auf der WTA Tour beim Bank of the West Classic 2014 in Stanford, wo sie eine Wildcard für die Qualifikation erhielt. Sie unterlag dort ihrer Landsfrau Sachia Vickery mit 4:6 und 1:6. Beim 25.000 US$-Turnier in Redding erhielt sie ebenfalls eine Wildcard und erreichte dort das Viertelfinale. 2015 erreichte sie auf dem ITF Women’s Circuit dreimal das Achtelfinale eines Turniers. 2016 startete sie in der Qualifikation zu den Dow Corning Tennis Classic 2016, wo sie das Hauptfeld erreichte. Dort scheiterte sie in der ersten Runde an ihrer Landsfrau Robin Anderson mit 1:6 und 3:6.
Ihre besten Weltranglistenpositionen erreichte sie bislang mit Platz 478 im Einzel und 513 im Doppel.
Ihr bislang letztes internationale Turnier spielte Gordon im September 2018. Sie wird daher nicht mehr in der Weltrangliste geführt.